# Frinault
De Frinault is een Franse kaas uit het gebied rond Orléans, in de Loiret. De kaas heeft zijn naam te danken aan de ontwikkelaar van de kaas, mr. Frinault.
De kaas wordt gemaakt van volle, ongepasteuriseerde koemelk. De kaas rijpt droog voor ongeveer drie weken. De kaasmassa is zacht na rijping, de korst is een natuurlijke korst die grijs (tot lichtblauw) van kleur wordt.

Een vergelijkbare kaas is de Olivet bleu.

## Frinault Cendré
De cendré onderscheidt zich van de gewone Frinault doordat de kaas in as rijpt. Na de eerste fase wordt de nog vochtige kaas in een kist met houtskoolas gelegd. In de kist rijpt de kaas 4 weken. Resultaat is een kaas met een donkere korst, die iets steviger is dan de gewone Frinault. De smaak is iets fruitiger dan die van de Frinault.

Een vergelijkbare kaas is de Olivet cendré